# راتکا شیوکوویچ
راتکا شیوکوویچ (انگلیسی: Ratka Živković؛ زادهٔ ۴ ژانویهٔ ۱۹۷۵) بازیکن فوتبال اهل صربستان است.
وی همچنین در تیم ملی فوتبال Serbia and Montenegro بازی کرده‌است.